# Zedlitz
Zedlitz là một đô thị ở huyện Greiz, ở bang Thüringen, Đức. Đô thị này có diện tích 13,05 km², dân số thời điểm ngày 31 tháng 12 năm 2006 là 702 người.